# Funkcja magiczna języka
Funkcja magiczna (stanowiąca) – funkcja wypowiedzi polegająca na tym, że za pomocą słów mówiący stara się kreować otaczającą go rzeczywistość, wpływać na jej kształt.

## Przykłady
- zaklęcia,
- przekleństwa,
- życzenia, np. Bogumił będzie miły Bogu,
- ślubowania.